# Lista de monarcas da Escócia

Estandarte Real da Escócia

O monarca da Escócia era o chefe de estado do Reino da Escócia. De acordo com a tradição, o primeiro Rei dos Escoceses foi Kenneth MacAlpin (também conhecido como Cináed mac Ailpín ou Kenneth I), que fundou o reino em 843. A distinção entre o Reino da Escócia e o Reino dos Pictos é mais um produto de um posterior mito medieval e confusão de uma mudança de nomenclatura. Rei dos Pictos se transformou em Rei de Alba por causa da mudança dos anais do latim para gaélico por volta do final do século IX.
O Reino dos Pictos passou a ser conhecido como Reino de Alba em gaélico, mais tarde ficando conhecido como Escócia em escocês e inglês; o termo permanece o mesmo até os dias de hoje. Ao final do século XI, os reis começaram a usar o termo em latim rex Scottorum, ou Rei dos Escoceses, para referirem-se a si mesmos. Esse título caiu em desuso em 1707, quando a Escócia uniu-se ao Reino da Inglaterra para formar o Reino da Grã-Bretanha. Assim, Ana se transformou na última monarca dos reinos da Inglaterra, Escócia e Irlanda e a primeira da Grã-Bretanha. Os reinos já partilhavam o mesmo monarca desde a União das Coroas em 1603. Carlos II foi em 1651 o último monarca escocês a ser coroado na Escócia.

## Dinastia de Alpin
| Nome                                                                        | Retrato | Nascimento                                      | Descendência | Morte                          | Ref    |
| --------------------------------------------------------------------------- | ------- | ----------------------------------------------- | ------------ | ------------------------------ | ------ |
| Kenneth I 843 – 13 de fevereiro de 858(15 anos e 43 dias)                   |         | 810 filho de Alpín mac Echdach                  | 4 filhos     | 13 de fevereiro de 858 48 anos | [ 1 ]  |
| Donaldo I 13 de fevereiro de 858 – 13 de abril de 862(4 anos e 59 dias)     |         | 812 filho de Alpín mac Echdach                  | 1 filho      | 13 de abril de 862 50 anos     | [ 2 ]  |
| Constantino I 13 de abril de 862 – 877(14 anos e 340 dias)                  |         | nascimento desconhecido filho de Kenneth I      | 1 filho      | 877                            | [ 3 ]  |
| Aedh 877 – 878 (deposto) (1 ano)                                            |         | c. 858 filho de Kenneth I                       | 1 filho      | 878 20 anos                    | [ 4 ]  |
| Giric 878 – 889(12 anos)                                                    |         | c. 832 filho de Donaldo I                       | Sem filhos   | 889 57 anos                    | [ 5 ]  |
| Donaldo II 889 – 900(11 anos)                                               |         | nascimento desconhecido filho de Constantino I  | 1 filho      | 900                            | [ 6 ]  |
| Constantino II 900 – 943 (abdicou) (43 anos)                                |         | c. 879 filho de Aedh                            | 3 filhos     | 952 73 anos                    | [ 7 ]  |
| Malcolm I 943 – 954(11 anos)                                                |         | c. 900 filho de Donaldo II                      | 2 filhos     | 954 54 anos                    | [ 8 ]  |
| Indulfo 954 – 962(8 anos)                                                   |         | nascimento desconhecido filho de Constantino II | 3 filhos     | 962                            | [ 9 ]  |
| Dubh 962 – 966 (deposto) (4 anos)                                           |         | nascimento desconhecido filho de Malcolm I      | 1 filho      | 967                            | [ 10 ] |
| Culen 966 – 971(5 anos)                                                     |         | nascimento desconhecido filho de Indulf         | 1 filho      | 971                            | [ 11 ] |
| Kenneth II 971 – 995 (deposto) (4 anos)                                     |         | c. 954 filho de Malcolm I                       | 3 filhos     | 995 41 anos                    | [ 12 ] |
| Constantino III 995 – 997 (deposto) (3 anos)                                |         | c. 971 filho de Culen                           | Sem filhos   | 997 26 anos                    | [ 13 ] |
| Kenneth III 995 – 25 de março de 1005 (deposto) (10 anos e 83 dias)         |         | c. 967 filho de Dubh                            | 3 filhos     | 25 de março de 1005 38 anos    | [ 14 ] |
| Malcolm II 25 de março de 1005 – 25 de novembro de 1034(29 anos e 245 dias) |         | 5 de outubro de 954 filho de Kenneth II         | 3 filhas     | 25 de novembro de 1034 80 anos | [ 15 ] |

## Dinastia de Dunkeld
| Nome                                                                          | Retrato                                           | Nascimento                                                                      | Casamento(s)                                            | Morte                          | Ref    |
| ----------------------------------------------------------------------------- | ------------------------------------------------- | ------------------------------------------------------------------------------- | ------------------------------------------------------- | ------------------------------ | ------ |
| Duncano I 25 de novembro de 1034 – 14 de agosto de 1040(5 anos e 263 dias)    |                                                   | c. 1001 filho de Bethóc da Escócia e Crínán de Dunkeld                          | Suthen 2 filhos                                         | 14 de agosto de 1040 39 anos   | [ 16 ] |
| Macbeth 14 de agosto de 1040 – 15 de agosto de 1057(17 anos e 1 dia)          |                                                   | nascimento desconhecido filho de Donada da Escócia e Finlay de Moray            | Gruoch da Escócia sem filhos                            | 15 de agosto de 1057           | [ 17 ] |
| Lulach 15 de agosto de 1057 – 17 de março de 1058 (deposto) (214 dias)        |                                                   | c. 1032 filho de Gruoch da Escócia e Gille Coemgáin de Moray                    | esposa desconhecida 1 filho                             | 17 de março de 1058 26 anos    | [ 18 ] |
| Malcolm III 17 de março de 1058 – 13 de novembro de 1093(35 anos e 241 dias)  |                                                   | 26 de agosto de 1031 filho de Duncan I e Suthen                                 | Ingibiorg Finnsdottir 3 filhos                          | 13 de novembro de 1093 62 anos | [ 19 ] |
| Malcolm III 17 de março de 1058 – 13 de novembro de 1093(35 anos e 241 dias)  | Margarida de Wessex c. 1070 8 filhos              | 26 de agosto de 1031 filho de Duncan I e Suthen                                 |                                                         | 13 de novembro de 1093 62 anos | [ 19 ] |
| Donaldo III 13 de novembro de 1093 – maio de 1094 (deposto) (290 dias)        |                                                   | c. 1040 filho de Duncan I e Suthen                                              | esposa desconhecida 1 filha                             | 1099 59 anos                   | [ 20 ] |
| Duncan II maio de 1094 – 12 de novembro de 1094(315 dias)                     |                                                   | c. 1060 filho de Malcolm III e Ingibiorg Finnsdottir                            | Etelreda da Nortúmbria 1 filho                          | 12 de novembro de 1094 34 anos | [ 21 ] |
| Donaldo III 12 de novembro de 1094 – 1097 (deposto) (2 anos e 50 dias)        |                                                   | c. 1040 filho de Duncan I e Suthen                                              | esposa desconhecida 1 filha                             | 1099 59 anos                   | [ 20 ] |
| Edgar 1097 – 8 de janeiro de 1107(10 anos e 7 dias)                           |                                                   | c. 1074 filho de Malcolm III e Margarida de Wessex                              | Não se casou                                            | 8 de janeiro de 1107 33 anos   | [ 22 ] |
| Alexandre I 8 de janeiro de 1107 – 23 de abril de 1124(17 anos e 106 dias)    |                                                   | c. 1078 filho de Malcolm III e Margarida de Wessex                              | Sibila da Normandia c. 1107–1114 sem filhos             | 23 de abril de 1124 46 anos    | [ 23 ] |
| David I 23 de abril de 1124 – 24 de maio de 1153(29 anos e 31 dias)           |                                                   | 1084 filho de Malcolm III e Margarida de Wessex                                 | Matilde, Condessa de Huntingdon 1113 4 filhos           | 24 de maio de 1153 69 anos     | [ 24 ] |
| Malcolm IV 24 de maio de 1153 – 9 de dezembro de 1165(12 anos e 199 dias)     |                                                   | c. 23 de abril–24 de maio de 1141 filho de Henrique da Escócia e Ada de Warenne | Não se casou                                            | 9 de dezembro de 1165 24 anos  | [ 25 ] |
| Guilherme I 9 de dezembro de 1165 – 4 de dezembro de 1214(48 anos e 360 dias) |                                                   | c. 1143 filho de Henrique da Escócia e Ada de Warenne                           | Ermengarda de Beaumont 5 de setembro de 1186 4 filhos   | 4 de dezembro de 1214 71 anos  | [ 26 ] |
| Alexandre II 4 de dezembro de 1214 – 6 de julho de 1249(34 anos e 214 dias)   |                                                   | 24 de agosto de 1198 filho de Guilherme I e Ermengarda de Beaumont              | Joana de Inglaterra 21 de junho de 1221 sem filhos      | 6 de julho de 1249 50 anos     | [ 27 ] |
| Alexandre II 4 de dezembro de 1214 – 6 de julho de 1249(34 anos e 214 dias)   | Maria de Coucy 15 de maio de 1239 1 filho         | 24 de agosto de 1198 filho de Guilherme I e Ermengarda de Beaumont              |                                                         | 6 de julho de 1249 50 anos     | [ 27 ] |
| Alexandre III 6 de julho de 1249 – 19 de março de 1286(36 anos e 256 dias)    |                                                   | 4 de setembro de 1241 filho de Alexandre II e Maria de Coucy                    | Margarida de Inglaterra 26 de dezembro de 1251 3 filhos | 19 de março de 1286 44 anos    | [ 28 ] |
| Alexandre III 6 de julho de 1249 – 19 de março de 1286(36 anos e 256 dias)    | Iolanda de Dreux 1 de novembro de 1285 sem filhos | 4 de setembro de 1241 filho de Alexandre II e Maria de Coucy                    |                                                         | 19 de março de 1286 44 anos    | [ 28 ] |

## Dinastia de Sverre
| Nome                                                                      | Retrato | Nascimento                                                             | Casamento    | Morte                         | Ref    |
| ------------------------------------------------------------------------- | ------- | ---------------------------------------------------------------------- | ------------ | ----------------------------- | ------ |
| Margarida 19 de março de 1286 – 26 de setembro de 1290(4 anos e 191 dias) |         | 9 de abril de 1283 filha de Margarida da Escócia e Érico II da Noruega | Ela se casou | 26 de setembro de 1290 7 anos | [ 29 ] |

- Primeiro Interregno (1290–1292)

## Dinastia de Balliol
| Nome                                                                            | Retrato | Nascimento                                                  | Casamento                                        | Morte                          | Ref    |
| ------------------------------------------------------------------------------- | ------- | ----------------------------------------------------------- | ------------------------------------------------ | ------------------------------ | ------ |
| João 17 de novembro de 1292 – 10 de julho de 1296 (abdicou) (3 anos e 236 dias) |         | c. 1249 filho de João I de Balliol e Devorguila de Galloway | Isabel de Warenne 9 de fevereiro de 1281 1 filho | 25 de novembro de 1314 65 anos | [ 30 ] |

- Segundo Interregno (1296–1306)

## Dinastia de Bruce
| Nome                                                                      | Retrato                                               | Nascimento                                                                                            | Casamentos                                         | Morte                           | Ref    |
| ------------------------------------------------------------------------- | ----------------------------------------------------- | --- | -------------------------------------------------- | ------------------------------- | ------ |
| Roberto I 25 de março de 1306 – 7 de junho de 1329(23 anos e 74 dias)     |                                                       | 11 de julho de 1274 filho de Roberto de Bruce, 6.º Lorde de Annandale e Marjorie, Condessa de Carrick | Isabel de Mar 1295 1 filha                         | 7 de junho de 1329 54 anos      | [ 31 ] |
| Roberto I 25 de março de 1306 – 7 de junho de 1329(23 anos e 74 dias)     | Isabel de Burgh 1302 4 filhos                         | 11 de julho de 1274 filho de Roberto de Bruce, 6.º Lorde de Annandale e Marjorie, Condessa de Carrick |                                                    | 7 de junho de 1329 54 anos      | [ 31 ] |
| David II 7 de junho de 1329 – 22 de fevereiro de 1371(41 anos e 260 dias) |                                                       | 5 de março de 1324 filho de Roberto I e Isabel de Burgh                                               | Joana de Inglaterra 17 de julho de 1328 sem filhos | 22 de fevereiro de 1371 46 anos | [ 32 ] |
| David II 7 de junho de 1329 – 22 de fevereiro de 1371(41 anos e 260 dias) | Margarida Drummond 20 de fevereiro de 1364 sem filhos | 5 de março de 1324 filho de Roberto I e Isabel de Burgh                                               |                                                    | 22 de fevereiro de 1371 46 anos | [ 32 ] |

## Dinastia de Stuart
| Nome                                                                                                   | Retrato                                                            | Nascimento                                                                                 | Casamento(s)                                            | Morte                           | Ref    |
| --- | ------------------------------------------------------------------ | ------------------------------------------------------------------------------------------ | ------------------------------------------------------- | ------------------------------- | ------ |
| Roberto II 22 de fevereiro de 1371 – 19 de abril de 1390(19 anos e 56 dias)                            |                                                                    | 2 de março de 1316 filho de Marjorie Bruce e Gualtério Stuart, 6º Grão-senescal da Escócia | Isabel Mure 1336 10 filhos                              | 19 de abril de 1390 74 anos     | [ 33 ] |
| Roberto II 22 de fevereiro de 1371 – 19 de abril de 1390(19 anos e 56 dias)                            | Eufêmia de Ross 2 de maio de 1355 4 filhos                         | 2 de março de 1316 filho de Marjorie Bruce e Gualtério Stuart, 6º Grão-senescal da Escócia |                                                         | 19 de abril de 1390 74 anos     | [ 33 ] |
| Roberto III 19 de abril de 1390 – 4 de abril de 1406(15 anos e 353 dias)                               |                                                                    | 14 de agosto de 1337 filho de Roberto II e Isabel Mure                                     | Anabella Drummond 1367 7 filhos                         | 4 de abril de 1406 68 anos      | [ 34 ] |
| Jaime I 4 de abril de 1406 – 21 de fevereiro de 1437 (30 anos e 326 dias)                              |                                                                    | julho de 1394 filho de Roberto III e Anabella Drummond                                     | Joana Beaufort 2 de fevereiro de 1424 8 filhos          | 21 de fevereiro de 1437 42 anos | [ 35 ] |
| Jaime II 21 de fevereiro de 1437 – 3 de agosto de 1460 (23 anos e 164 dias)                            |                                                                    | 16 de outubro de 1430 filho de Jaime I e Joana Beaufort                                    | Maria de Gueldres 3 de julho de 1449 7 filhos           | 3 de agosto de 1460 29 anos     | [ 36 ] |
| Jaime III 3 de agosto de 1460 – 11 de junho de 1488 (27 anos e 313 dias)                               |                                                                    | 10 de julho de 1451 filho de Jaime II e Maria de Gueldres                                  | Margarida da Dinamarca 13 de julho de 1469 3 filhos     | 11 de junho de 1488 36 anos     | [ 37 ] |
| Jaime IV 11 de junho de 1488 – 9 de setembro de 1513 (25 anos e 90 dias)                               |                                                                    | 17 de março de 1473 filho de Jaime III e Margarida da Dinamarca                            | Margarida Tudor 8 de agosto de 1503 6 filhos            | 9 de setembro de 1513 40 anos   | [ 38 ] |
| Jaime V 9 de setembro de 1513 – 14 de dezembro de 1542 (29 anos e 96 dias)                             |                                                                    | 15 de abril de 1512 filho de Jaime IV e Margarida Tudor                                    | Madalena de Valois 1 de janeiro de 1537 sem filhos      | 14 de dezembro de 1542 30 anos  | [ 39 ] |
| Jaime V 9 de setembro de 1513 – 14 de dezembro de 1542 (29 anos e 96 dias)                             | Maria de Guise 18 de maio de 1538 3 filhos                         | 15 de abril de 1512 filho de Jaime IV e Margarida Tudor                                    |                                                         | 14 de dezembro de 1542 30 anos  | [ 39 ] |
| Maria I 14 de dezembro de 1542 – 24 de julho de 1567 (abdicou) (24 anos e 225 dias)                    |                                                                    | 8 de dezembro de 1542 filha de Jaime V e Maria de Guise                                    | Francisco II de França 24 de abril de 1558 sem filhos   | 8 de fevereiro de 1587 44 anos  | [ 40 ] |
| Maria I 14 de dezembro de 1542 – 24 de julho de 1567 (abdicou) (24 anos e 225 dias)                    | Henrique Stuart, Lorde Darnley 9 de julho de 1565 1 filho          | 8 de dezembro de 1542 filha de Jaime V e Maria de Guise                                    |                                                         | 8 de fevereiro de 1587 44 anos  | [ 40 ] |
| Maria I 14 de dezembro de 1542 – 24 de julho de 1567 (abdicou) (24 anos e 225 dias)                    | Jaime Hepburn, 4.º Conde de Bothwell 15 de maio de 1567 sem filhos | 8 de dezembro de 1542 filha de Jaime V e Maria de Guise                                    |                                                         | 8 de fevereiro de 1587 44 anos  | [ 40 ] |
| Jaime VI 24 de julho de 1567 – 27 de março de 1625 (57 anos e 246 dias)                                |                                                                    | 19 de junho de 1566 filho de Maria I e Henrique Stuart, Lorde Darnley                      | Ana da Dinamarca 23 de novembro de 1589 7 filhos        | 27 de março de 1625 58 anos     | [ 41 ] |
| Carlos I 27 de março de 1625 – 30 de janeiro de 1649 (deposto) (23 anos e 309 dias)                    |                                                                    | 19 de novembro de 1600 filho de Jaime VI e Ana da Dinamarca                                | Henriqueta Maria de França 13 de junho de 1625 9 filhos | 30 de janeiro de 1649 48 anos   | [ 42 ] |
| Carlos II 30 de janeiro de 1649 – 3 de setembro de 1651 (Primeiro reinado, deposto)(2 anos e 216 dias) |                                                                    | 29 de maio de 1630 filho de Carlos I e Henriqueta Maria de França                          | Catarina de Bragança 21 de maio de 1662 sem filhos      | 6 de fevereiro de 1685 54 anos  | [ 43 ] |

## Comunidade
| Nome                                                                               | Retrato | Nascimento                                                          | Casamento                                         | Morte                         |
| ---------------------------------------------------------------------------------- | ------- | ------------------------------------------------------------------- | ------------------------------------------------- | ----------------------------- |
| Oliver Cromwell 25 de dezembro de 1653 – 3 de setembro de 1658 (4 anos e 252 dias) |         | 25 de abril de 1599 filho de Robert Cromwell e Elizabeth Steward    | Elizabeth Bourchier 22 de agosto de 1620 9 filhos | 3 de setembro de 1658 59 anos |
| Richard Cromwell 3 de setembro de 1658 – 7 de maio de 1659 (renunciou) (246 dias)  |         | 4 de outubro de 1626 filho de Oliver Cromwell e Elizabeth Bourchier | Dorothy Maijor maio de 1649 9 filhos              | 12 de julho de 1712 85 anos   |

## Dinastia de Stuart (restaurada)
| Nome                                                                                         | Retrato                                         | Nascimento | Casamento(s)                                       | Morte                          | Ref    |
| -------------------------------------------------------------------------------------------- | ----------------------------------------------- | --- | -------------------------------------------------- | ------------------------------ | ------ |
| Carlos II 29 de maio de 1660 – 6 de fevereiro de 1685 (Segundo reinado) (24 anos e 253 dias) |                                                 | 29 de maio de 1630 filho de Carlos I e Henriqueta Maria de França                                                  | Catarina de Bragança 21 de maio de 1662 sem filhos | 6 de fevereiro de 1685 54 anos | [ 43 ] |
| Jaime VII 6 de fevereiro de 1685 – 23 de dezembro de 1688 (deposto) (3 anos e 321 dias)      |                                                 | 14 de outubro de 1633 filho de Carlos I e Henriqueta Maria de França                                               | Ana Hyde 3 de setembro de 1660 8 filhos            | 16 de setembro de 1701 67 anos | [ 44 ] |
| Jaime VII 6 de fevereiro de 1685 – 23 de dezembro de 1688 (deposto) (3 anos e 321 dias)      | Maria de Módena 21 de novembro de 1673 7 filhos | 14 de outubro de 1633 filho de Carlos I e Henriqueta Maria de França                                               |                                                    | 16 de setembro de 1701 67 anos | [ 44 ] |
| Maria II 11 de maio de 1689 – 28 de dezembro de 1694 (5 anos e 231 dias)                     |                                                 | 30 de abril de 1662 filha de Jaime VII e Ana Hyde                                                                  | 4 de novembro de 1677 sem filhos                   | 28 de dezembro de 1694 32 anos | [ 45 ] |
| Guilherme II 11 de maio de 1689 – 8 de março de 1702 (12 anos e 301 dias)                    |                                                 | 4 de novembro de 1650 filho de Maria, Princesa Real da Escócia e Guilherme J. Orange, presidente dos Países Baixos | 4 de novembro de 1677 sem filhos                   | 8 de março de 1702 51 anos     | [ 45 ] |
| Ana I 8 de março de 1702 – 1 de maio de 1707 (5 anos e 54 dias)                              |                                                 | 6 de fevereiro de 1665 filha de Jaime VII e Ana Hyde                                                               | Jorge I 28 de julho de 1683 1 filho                | 1 de agosto de 1714 49 anos    | [ 46 ] |